# Ugglefåglar
Ugglefåglar, eller bara ugglor (vetenskapligt namn: Strigiformes), är en ordning rovfåglar med ett mycket karaktäristiskt utseende som skiljer sig från andra fågelarter. Ordningen omfattar två levande familjer: ”äkta ugglor och uvar” (Strigidae) samt ”tornugglor” (Tytonidae).

## Beskrivning
Ugglor livnär sig på rov och tar ofta sitt byte med överrumpling. De flesta ugglor är mest aktiva i gryning, skymning och på natten. De har oerhört bra syn och hörsel. Ögonen är placerade frontalt för stereoskopisk syn och många har ett platt ansikte. Vissa har örontofsar. En del av ugglans dun omvandlas till ett slags vitt mjöligt puder som täcker fjäderdräkten. Detta tillsammans med att deras handpennor har en sågtandad mjuk kant gör att ugglor kan flyga nästan ljudlöst och på det sättet överraska sina byten.

## Ugglors hörsel
En uggla behöver inte använda synen för att jaga utan kan lokalisera ett byte genom det ljud som djuret ger upphov till genom sina rörelser. Ugglan använder sig av fasförskjutning och jämförande ljudstyrka för att lokalisera bytet. Ugglans öron sitter bakom de så kallade ögonkretsarna (som skapar ugglans typiska platta ansikte) och öronens öppningar, som sitter under fjäderdräkten, är hos vissa arter asymmetriskt placerade. Den högra hörselgångens mynning är uppåtriktad och den vänstra är nedåtriktad. Detta resulterar i att ugglan kan lokalisera ljudets riktning både i vertikalled, genom att jämföra ljudstyrka som når de båda öronen, och i horisontalled genom fasförskjutning eftersom ljudet når öronen vid olika tidpunkt.

## Evolution och systematik
Ugglornas systematiska placering är omdiskuterad. Exempelvis kategoriseras ugglorna i Sibley-Ahlquists taxonomi, baserat på DNA-DNA-hybridisering, som närmre besläktade med nattskärror och övriga arter inom ordningen (Caprimulgiformes) än med de dagaktiva rovfåglarna i ordningen Falconiformes. Följden av detta är att inom Sibley-Ahlquists taxonomi placeras arterna inom Caprimulgiformes i ordningen Strigiformes, och ugglorna kategoriseras generellt som familjen Strigidae. Detta ifrågasätts dock på grundval av mer sentida forskning och slutsatsen blir, än så länge, att släktskapen mellan Caprimulgiformes, ugglorna, falkfåglar och hökartade rovfåglar inte är tillfredsställande utredda, vilket resulterar att de olika grupperna idag ofta behandlas som åtskilda ordningar.
De förekommer runt 220–225 arter av ugglefåglar som delas upp i två grupper, ofta behandlade som familjerna: äkta ugglor (Strigidae) och tornugglor (Tytonidae). Det förekommer också helt utdöda grupper, baserade på fossila lämningar. Dessa grupper, som också ofta behandlas som familjer, skiljer sig markant från dagens ugglor då de är mindre specialiserade eller specialiserade på ett mycket annorlunda vis. Släktena Berruornis och Ogygoptynx från paleocen visar att ugglorna förekom som en åtskild utvecklingslinje redan för 60-58 miljoner år sedan, och förmodligen även 5 miljoner år tidigare vid det stora utdöendet av de ickeflygande dinosaurierna. Detta gör dem till en av de äldsta kända grupperna av landlevande fåglar som inte tillhör gruppen Galloanserae. De föreslagna "ugglorna" från kritaperioden som beskrivits tillhöra släktena Bradycneme och Heptasteornis är maniraptorer som inte tillhör gruppen Avialae.
Under paleogen utvecklades ugglorna så att de tog över ekologiska nischer som andra grupper av fåglar idag bebor och utnyttjar. Ugglorna som vi känner dem utvecklade också sin karaktäristik under denna period och under tidig neogen, hade den andra utvecklingslinjerna av ugglor försvunnit och dess ekologiska nischer hade tagits över av andra fågelarter, och kvar återstod äkta ugglor och tornugglor.
Vid tiden för den så kallade paleogen/neogen-gränsen, för ungefär 25 miljoner år sedan, utgjorde tornugglorna den dominerade ugglegruppen, i varje fall i södra Europa och angränsande områden i Asien. Utbredningen av fossil och ugglornas utvecklingslinje tyder på att tornugglornas artminskning, vilken främst verkar ha skett i Eurasien, är samtida med utvecklingen av de många huvudlinjerna bland äkta ugglor. 
Det finns ett antal fossila lämningar som det råder stor osäkerhet om huruvida de tillhör ugglorna eller ej.

## Arter inom ordningen
- Familj Ogygoptyngidae

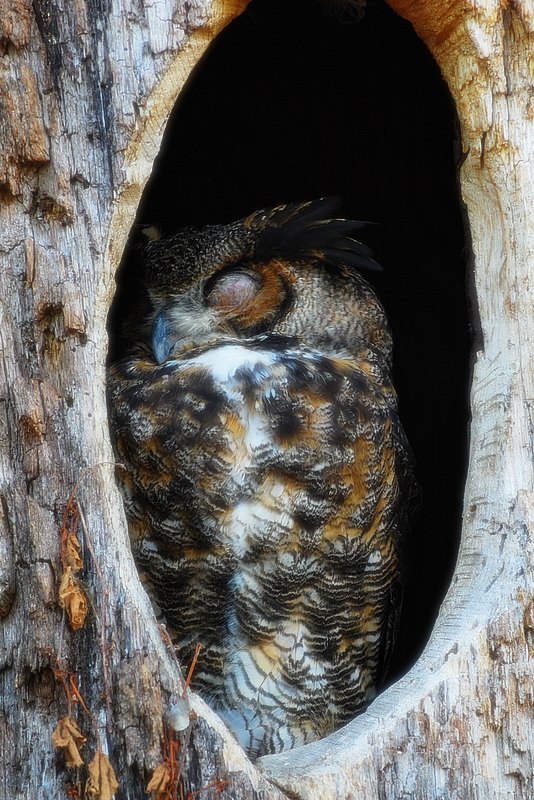
En virginiauv (Bubo virginianus) sovande under dagtid.

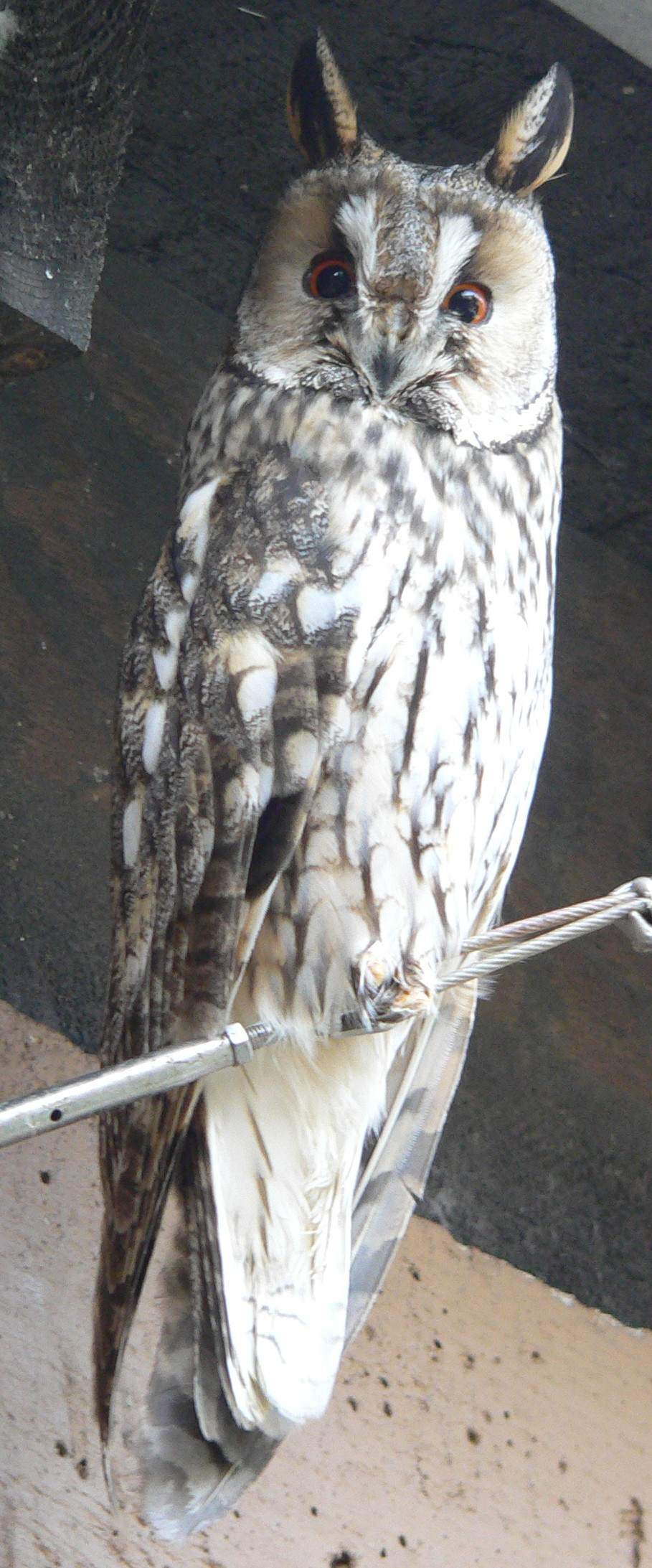
Hornuggla (Asio otus)

  - Ogygoptynx - fossil: mellersta/sen paleocen i Colorado, USA
- Familj Protostrigidae
  - Eostrix - fossil: tidig eocen i USA och England, och mellersta eocen i USA
  - Minerva - fossil: mellersta, till sen eocen i västra USA. Synonym med Protostrix, och omfattar "Aquila" ferox, "Aquila" lydekkeri, och "Bubo" leptosteus
  - Oligostrix - fossil: mellersta oligocen i Sachsen, Tyskland
- Familj Sophiornithidae
  - Sophiornis - fossil
- Familj ugglor (Strigidae)
  - Aegolius, 4 arter
  - Asio, 6–7 arter
  - Athene, 2–4 arters (beror på om släktena Speotyto och Heteroglaux inkluderas eller ej)
  - Bubo, parafyletisk med släktena Nyctea, Ketupa och Scotopelia, cirka 25 arter
  - Ciccaba, 4 arter
  - Glaucidium, cirka 30–35 arter
  - Gymnoglaux
    - Kubauggla (Gymnoglaux lawrencii)

  - Jubula
    - Plymuggla (Jubula lettii)

  - Lophostrix
    - Tofsuggla (Lophostrix cristata)

  - Megascops, cirka 20 arter
  - Micrathene
    - Kaktusuggla (Micrathene whitneyi)

  - Mimizuku
    - Jättedvärguv (Mimizuku gurneyi)

  - Ninox, cirka 20 arter
  - Nesasio
    - Skräckuggla (Nesasio solomonensis)

  - Otus, förmodligen parafyletisk, cirka 45 arter
  - Pseudoscops, 2 arter
  - Ptilopsis, 2 arter
  - Pulsatrix, 3 arter
  - Pyrroglaux
    - Palauuggla (Pyrroglaux podargina)

  - Strix, cirka 15 arter
  - Surnia
    - Hökuggla (Surnia ulula)

  - Uroglaux
    - Papuahökuggla (Uroglaux dimorpha)

  - Xenoglaux
    - Borstuggla (Xenoglaux loweryi)

  - Mascarenotus, tre arter utdöda sedan cirka 1850
  - Sceloglaux
    - Skrattuggla (Sceloglaux albifacies), utdöd 1914?

  - Grallistrix, fyra arter, utdöda, förhistoriskt släkte
  - Ornimegalonyx, 1–2 arter, utdöda, förhistoriskt släkte
- Familj Tornugglor (Tytonidae)
  - Tyto, cirka 15 arter och kanske en nyligen utdöd
  - Phodilus. 1–2 arter och kanske en nyligen utdöd

## Ugglan och människan

### Namn
Det finns ingen anatomisk eller taxonomisk skillnad på ugglor och uvar. Det är bara två olika svenska namn på denna ordning. Exempelvis är berguven och fjällugglan mycket nära släkt.
De flesta etymologer är överens om att både uggla och uv härrör från ett ljudhärmande namn från början. Man tror att det ska ha funnits ett urgermanskt ord i stil med "uwwalon" som senare blivit både de skandinaviska, tyska och engelska namnen. Man menar också att detta ord har ett släktskap med verbet "yla" och man påvisar likheten i engelskans "howl" och "owl".

### Ugglor i kulturen
I grekisk mytologi förknippas ugglan, och då främst minervauggla, med gudinnan Athena och med visdom. Ur den traditionen med till exempel fablerna av Aisopos och Jean de La Fontaine kommer Ugglan (Nordisk familjebok) och Jakob Uggla i barnserien Fablernas värld. I böckerna om Harry Potter används ugglor för att skicka brev. I TV-serien Twin Peaks spelar ugglor en stor roll för att skapa en känsla av mystik.